# Romanoa Riksorganisation
Romanoa Riksorganisation är ett riksförbund i Sverige för resande och romer.